# Magnacavallo
Magnacavallo là một đô thị tại tỉnh Mantova trong vùng Lombardia của Italia, có vị trí cách khoảng 170 km về phía đông nam của Milano và khoảng 35 km về phía đông nam của Mantova. Tại thời điểm ngày 31 tháng 12 năm 2004, đô thị này có dân số 1.793 người và diện tích là 28,2 km².
Đô thị Magnacavallo có các frazioni (các đơn vị trực thuộc, chủ yếu là các làng) Parolare and Vallazza.
Magnacavallo giáp các đô thị: Borgofranco sul Po, Carbonara di Po, Poggio Rusco, Revere, Sermide, Villa Poma.